# Rachel Smith
Rachel Renee Smith (18 de abril de 1985) es una reina de belleza estadounidense de Clarksville, Tennessee, quien ganó el título del certamen Miss USA en 2007 y previamente compitió en el certamen de Miss Teen USA. Es de ascendencia afrodescendiente y mitad euro-estadounidense.

## Biografía
Nació en una base aérea de EE. UU. en Panamá. Vivió en Clarksville hasta que sus padres se mudaron a  Fort Campbell. Ella hizo sus estudios universitarios en Clarksville Academy y se graduó de la preparatoria Davidson Academy.
Se graduó con honores magna cum laude de la Universidad Belmont en Nashville, Tennessee en diciembre de 2006 con un bachelor of science en periodismo. Ella recibió una beca para ir a la Universidad de Belmont debido a sus actividades de servicio comunitario y logros académicos durante su high school.  Mientras iba a la Universidad de Belmont, ella atendió Harpo Productions en Chicago, Illinois, una compañía propiedad de Oprah Winfrey. En enero de 2007, se anunció que ella había sido escogida por Winfrree para ser voluntaria por unes en su Academia de Liderazgo para Niñas.

## Certámenes

### Miss Tennessee Teen USA 2002
Smith ganó el primer título importante en 2001 cuando fue coronada como Miss Tennessee Teen USA 2002.  Ella ganó después de su segundo intento en el concurso, habiendo quedado como tercera finalista de Jessica Myers el año anterior. Smith después compitió en el certamen Miss Teen USA 2002 emitido en vivo desde South Padre Island, Texas donde quedó en el top diez y ganó el premio de Miss Fotogénica. De las semifinalistas, Smith quedó en séptimo lugar en traje de baño y en séptimo lugar en traje de gala, quedando en noveno lugar en promedio de puntaje. El concurso fue ganado por Vanessa Semrow de Wisconsin.

### Miss Tennessee USA 2007
El 7 de octubre de 2006, Smith se convirtió en la cuarta ex Miss Tennessee Teen USA en ganar el título de Miss Tennessee USA, seguido de Molly Brown quien había ganado Miss Teen en 1984 y ganó Miss Tennessee en 1987,  Lynnette Cole fue Miss Teen en 1995 y obtuvo el título en 2000 además de ganar el título de Miss USA en 2000 y Allison Alderson, que obtuvo la corona en 1994 y ganó el título de Miss en 2002. Ella ganó el título en un certamen estatal celebrado en Austin Peay State University en su pueblo natal de Clarksville.

### Miss USA 2007
Smith representó a Tennessee en el certamen de Miss USA 2007 el 23 de marzo de 2007 en Kodak Theatre en Los Ángeles, California, donde se convirtió en la segunda candidata de Tennessee en ser coronada como Miss USA.  Smith ganó las competencias de traje de baño y traje de gala con alto puntaje. Ella fue coronada por la Miss USA saliente Tara Conner en la cual compitieron juntas en Miss Teen USA 2002. Smith es la tercera Miss Teen USA consecutiva en ganar el título. Smith ganó el certamen vistiendo el mismo vestido de traje de gala que vistió cuando ganó el título de su estado.

### Miss Universo 2007
Como Miss USA, Smith representó a los Estados Unidos en el certamen de Miss Universo 2007 celebrado en la Ciudad de México, México el 28 de mayo de 2007. Ella arribó a México el 1 de mayo, y al igual que las otras 77 delegadas, participó en los eventos semanales, sesiones de fotos, entrenamientos y las competencia preliminares antes de la noche final.  
El 20 de mayo, Smith compitió en el traje nacional vistiendo como Elvis Presley, un disfraz que refleja su estado natal de Tennessee. Durante su apariencia, ella fue abucheada por el público mexicano, en la que luego Smith respondió dando el signo de Kinésica.
Durante la noche del certamen, Smith clasificó al top 15, donde quedó en sexto lugar en traje de baño hasta avanzar al top diez. Durante la competencia de traje de gala, Smith se resbaló y cayó al piso levantándose rápido. Ella pudo mantener la postura y siguió con su pasarela, y quedar en quinto lugar a pesar de la caída. 
Smith fue otra vez abucheada por el público mexicano tras clasificarse a la final después de su caída y no la delegada mexicana, y esto continuó cuando Smith pasó a contestar su pregunta final, terminando al agradecer al público en español, en lo que finalmente hizo que el público aplaudiera. Ella después quedó como cuarta finalista, al igual que su predecesora Tara Conner en Miss Universo 2006. Al día siguiente del certamen Smith regresó a primera a hora a Estados Unidos por lo que no dio entrevista alguna al respecto. 
El abucheo y las burlas fueron previamente vistos en un incidente parecido en Miss Universo 1993, celebrado también en la Ciudad de México, cuando la entonces Miss USA Kenya Moore fue altamente abucheada durante su competencia. La reacción de la audiencia ha sido atribuida a las malas relaciones políticas entre ambos países y abusos que reciben los inmigrantes mexicanos en Estados Unidos.  
En agosto de 2007, los oficiales del turismo mexicano se disculparon con Smith por el comportamiento de la audiencia y le dijeron que siempre será bienvenida en México.

## Reinado como Miss USA
Durante su primera semana como Miss USA, Smith salió en varios medios de comunicación media, como en el programa de la NBC Today y  Late Show with David Letterman, donde ella presentó una "top ten" titulado "Diez Cosas que puedo decir ahora que soy Miss USA". Ella también fue una invitada del Show de Oprah Winfrey donde ella habló de cómo fue su trabajo como interna en Chicago.

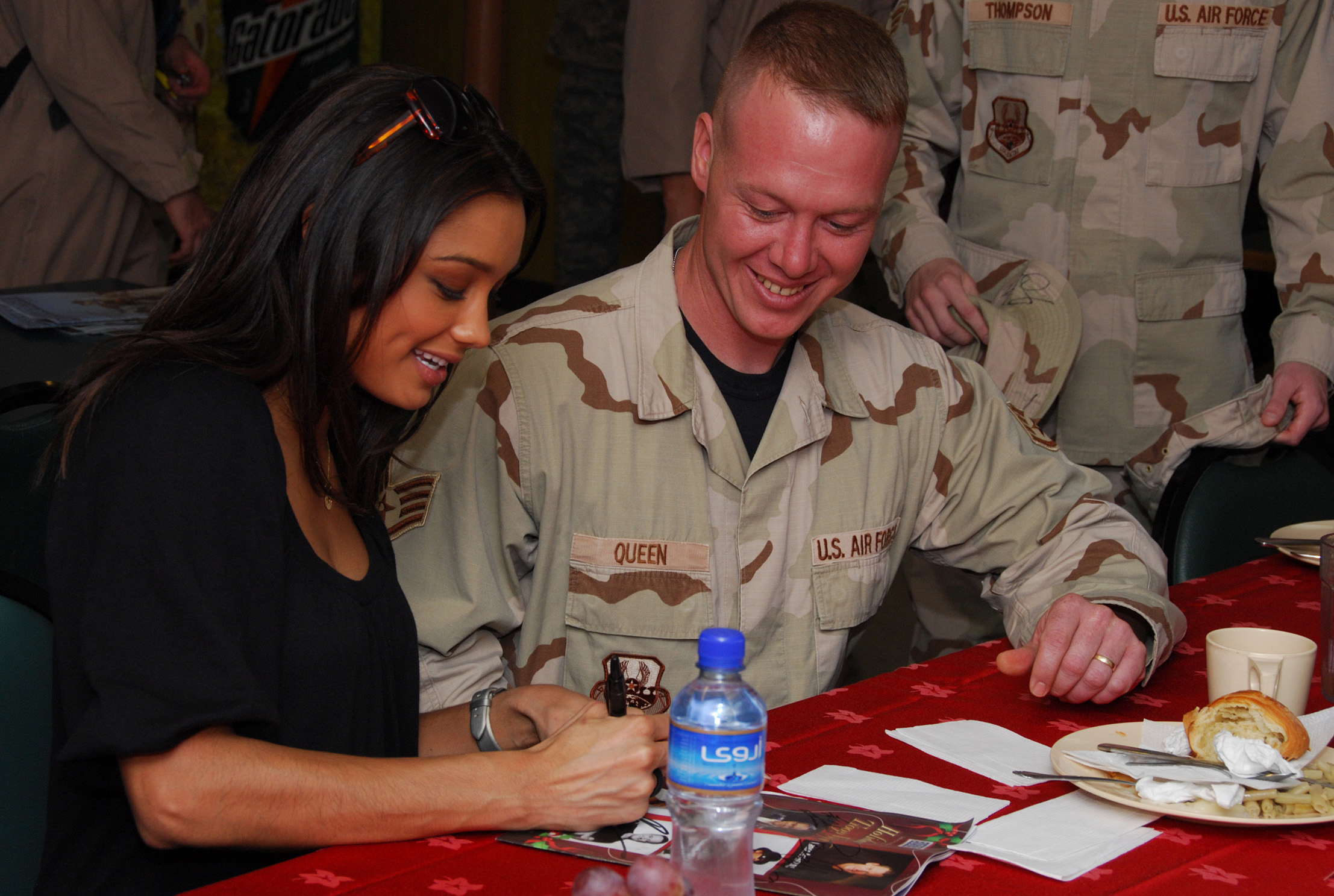
USO Tour

 A principios de junio, Smith viajó a Kenia como voluntaria del proyecto Sunshine. Después de su regreso a los Estados Unidos, ella estuvo presente en un evento en la Casa Blanca celebrando el mes de la música afroamericana, donde ella introdujo al presidente George W. Bush a la audiencia. Ella viajó a Chicago para atender en la final de la Copa de Oro de la Concacaf entre México y los Estados Unidos.

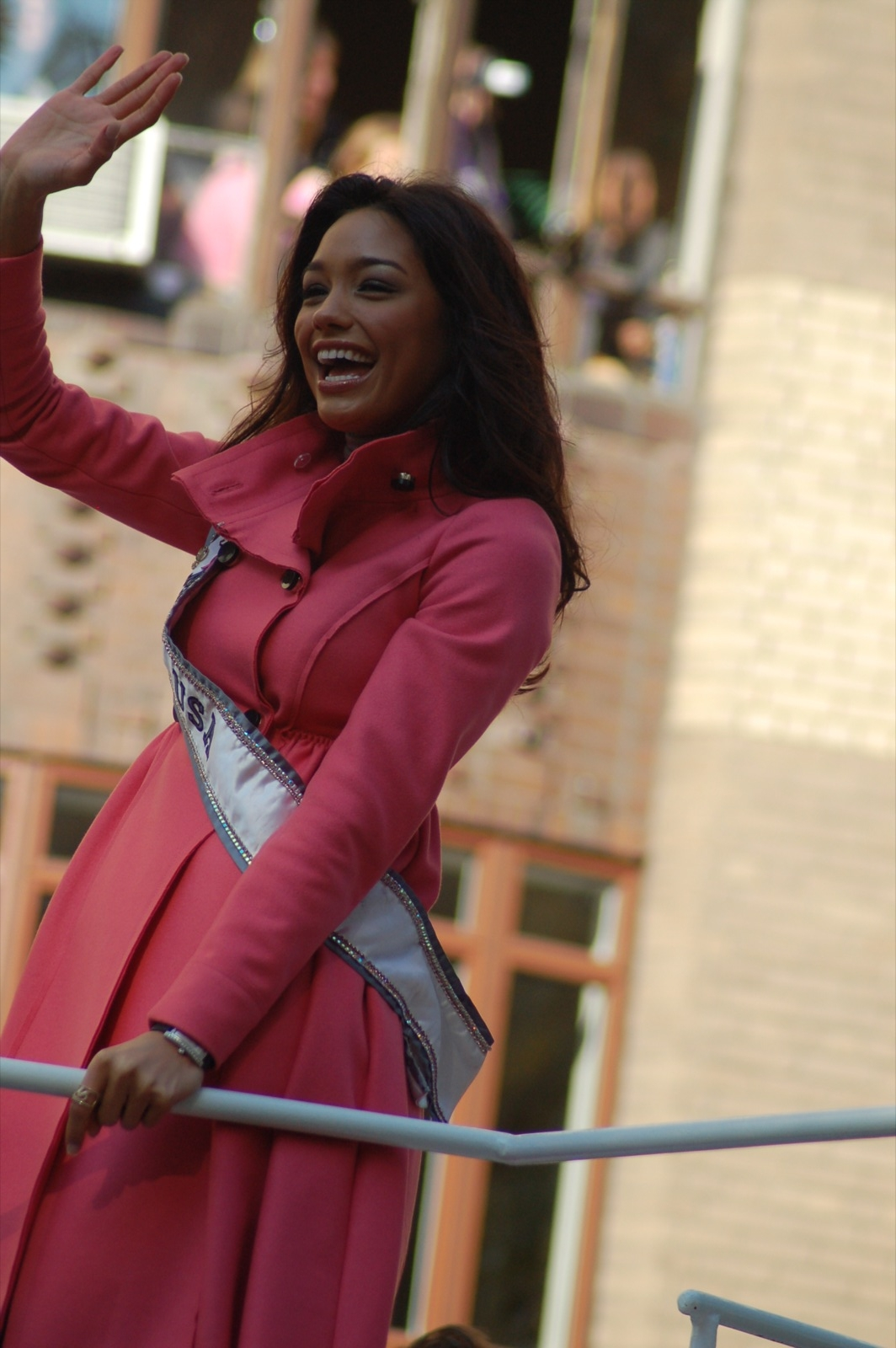
Desfile de Macy's

A finales de noviembre de 2007 Smith asistió al desfile del día de Acción de Gracias, al igual que otras Miss USA que han asistido al desfile desde que Susie Castillo asistiera por primera vez en 2003.  

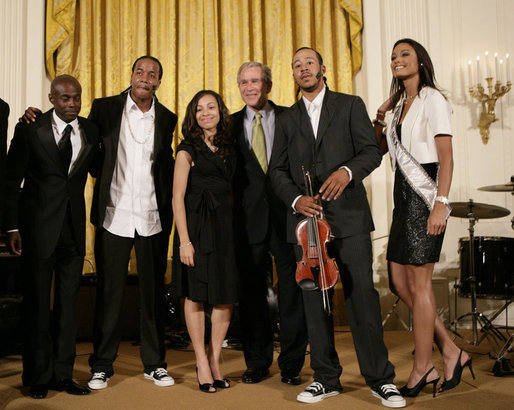
Seguido de un evento en la Casa Blanca, Smith y otras personas fueron agradecidos por el presidente George W. Bush

En diciembre de 2007 ella viajó a Kuwait, Irak y a la Estación Naval de Rota en España en un tour de USO junto con Kid Rock, Robin Williams, Lewis Black y Lance Armstrong.

## Televisión
Smith apareció en el reality show Pageant Place de MTV hecho por Donald Trump junto con Riyo Mori (Miss Universo 2007), Tara Conner (ex Miss USA 2006), Katie Blair (ex Miss Teen USA 2006)y Hilary Cruz (Miss Teen USA 2007). El show salió al aire el 10 de octubre de 2007.